# Colonia Hidalgo, Malinalco
Colonia Hidalgo är en ort i kommunen Malinalco i delstaten Mexiko i Mexiko. Samhället hade 477 invånare vid folkräkningen år 2020.